# Estação Slivnitsa
A Estação Metroviária Slivnitsa é uma estação da linha principal do Metropolitano de Sófia, na Bulgária. A estação, que entrou em operação em 28 de janeiro de 1998, é precedida pela Estação Obelya e sucedida pela Estação Lyulin, no sentido Obelya-Mladost 1.